# Florideophyceae

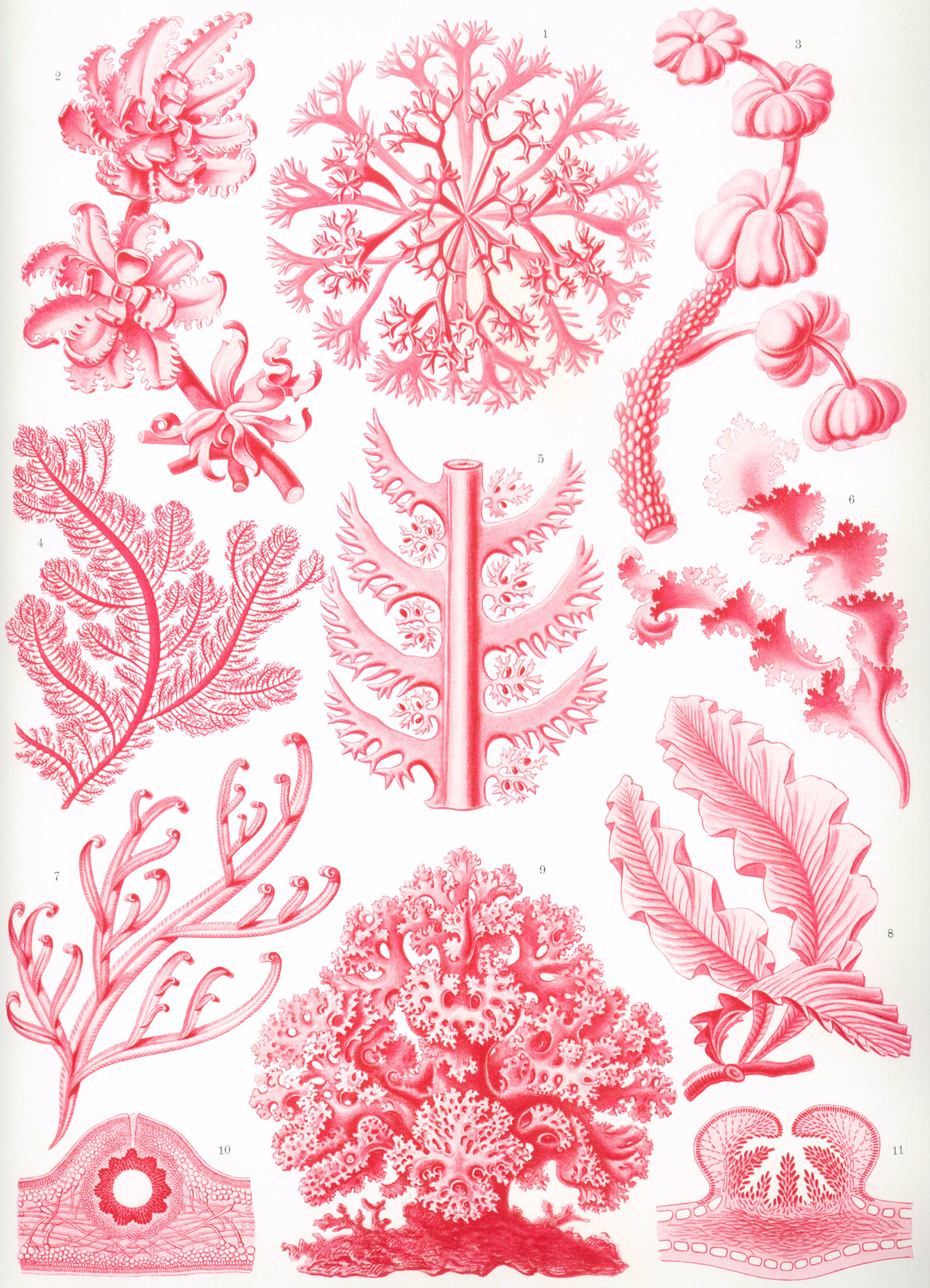
Diversidade das Florideae na obra de Ernst Haeckel Kunstformen der Natur (Formas artísticas da Natureza), publicada em 1904.

Florideophyceae Cronquist, 1960 é uma classe de algas vermelhas (Rhodophyta) pluricelulares do subfilo Rhodophytina, que agrupa cerca de 6 770 espécies, mais de 95% de todas as espécies conhecidas de algas vermelhas. Entre os membros desta classe estão os grupos de rodófitas morfologicamente mais complexos, distribuindo-se por 5 subclasses e 29 ordens. O agrupamento é considerado como classe no sistema de classificação de Hwan Su Yoon et al. (2006), mas existem várias classificações alternativas para o agrupamento taxonómico formado pelas Florideophyceae, sendo nalguns sistemas de classificação considerado ao nível de subclasse (nesse caso com o nome de Florideophycidae). O grupo está presente no registo fóssil do período Câmbrico de há 550 milhões de anos.

## Descrição
Sendo o maior agrupamento do filo Rhodophyta, agrupando cerca de 95 % de todas as espécies de algas vermelhas, apresenta uma elevada diversidade, contendo 5 subclasses e 29 ordens, entre as quais as que apresentam tipos morfológicos mais complexos.
Na sua presente circunscrição taxonómica a classe Florideophyceae é uma das três classes (Florideophyceae, Bangiophyceae e Compsopogonophyceae) do subfilo Rhodophytina que são fundamentalmente pluricelulares, cujas células se distinguem entre classes por diferenças ultraestruturais, especialmente pela associação do aparelho de Golgi com outros organelos celulares. No caso das células das Florideophyceae o aparelho de Golgi está associado tanto ao retículo endoplasmático como à mitocôndria.
Outras características que ocorrem na maioria dos membros deste grupo são:
- A maioria das espécies apresenta ciclo de vida trigenético[7] que inclui carposporófito, gametófito e tetrasporófito;
- A presença de conexões entre células adjacentes mediante a formação de uma tampão de proteínas em torno de um poro septal (conhecido por pit connection), estrutura que pode funcionar tanto como reforço estrutural como via de comunicação de célula a célula (estas algas eram consideradas as únicas com estes poros,[8] mas foi demonstrada a sua presença no estágio filamentoso de Bangiaceae[7]);
- Presença de mecanismos de fusão de células pós-fertilização.

Apesar de durante muito tempo se ter acreditado que estas algas apenas apresentavam crescimento apical, alguns géneros exibem crescimento intercalar.
As florídeas são amplamente conhecidas por serem comuns em muitas costas e as suas paredes celulares conterem compostos de importância económica como o agar e a carragenina.
São conhecidas espécies tanto de água doce como marinhas. Entre os membros da classe, a ordem Ceramiales é o grupo mais abundante, enquanto as Corallinales, que apresentam incrustações de carbonato, são um elemento importante na formação dos recifes de coral.

## Taxonomia
O grupo é por vezes fundido com as Bangiophyceae deixando a subclasse Florideae em uso, mas a designação «Florideophyceae» ganhou aceitação generalizada. No sistema de classificação de Saunders e Hommersand (2004) esta classe pertence ao subfilo Eurhodophytina, filo Rhodophyta. Esta classe não foi incluída no sistema sintetizado de R.E. Lee (2008). A classe é designada por Florideae no sistema de classificação de Wettstein.
A classe Florideophyceae, com cerca de 6 771 espécies, inclui as seguintes subclasses e ordens:
- Subclasse Hildenbrandiophycidae
  - Ordem Hildenbrandiales, com cerca de 19 espécies
- Subclasse Nemaliophycidae, com cerca de 903 espécies
  - Ordem Acrochaetiales, com cerca de 235 espécies
  - Ordem Balbianiales, com 3 espécies
  - Ordem Balliales, com cerca de 7 espécies
  - Ordem Batrachospermales, com cerca de 264 espécies (entre as quais o género Batrachospermum)
  - Ordem Colaconematales, com cerca de 50 espécies
  - Ordem Entwisleiales, com apenas uma única espécie
  - Ordem Nemaliales, com cerca de 269 espécies
  - Ordem Palmariales, com cerca de 52 espécies
  - Ordem Rhodachlyales, com cerca de 2 espécies
  - Ordem Thoreales, com cerca de 20 espécies
- Subclasse Corallinophycidae,[14] com cerca de 798 espécies
  - Ordem Corallinales, com cerca de 611 espécies
  - Ordem Hapalidiales, com cerca de 137 espécies
  - Ordem Rhodogorgonales, com 3 espécies
  - Ordem Sporolithales, com cerca de 42 espécies
- Subclasse Ahnfeltiophycidae, com cerca de 11 espécies
  - Ordem Ahnfeltiales, com cerca de 10 espécies
  - Ordem Pihiellales, com apenas uma única espécie
- Subclasse Rhodymeniophycidae, com cerca de 5192 espécies
  - Ordem Acrosymphytales, com cerca de 16 espécies
  - Ordem Bonnemaisoniales, com cerca de 33 espécies
  - Ordem Ceramiales, com cerca de 2695 espécies
  - Ordem Gelidiales, com cerca de 234 espécies
  - Ordem Gigartinales, com cerca de 962 espécies
  - Ordem Gracilariales, com cerca de 238 espécies
  - Ordem Halymeniales, com cerca de 330 espécies
  - Ordem Nemastomatales, com cerca de 63 espécies
  - Ordem Peyssonneliales, com cerca de 121 espécies
  - Ordem Plocamiales, com cerca de 75 espécies
  - Ordem Rhodymeniales, com cerca de 404 espécies
  - Ordem Sebdeniales, com cerca de 18 espécies

Existem ainda algumas espécies em incertae sedis.

## Galeria

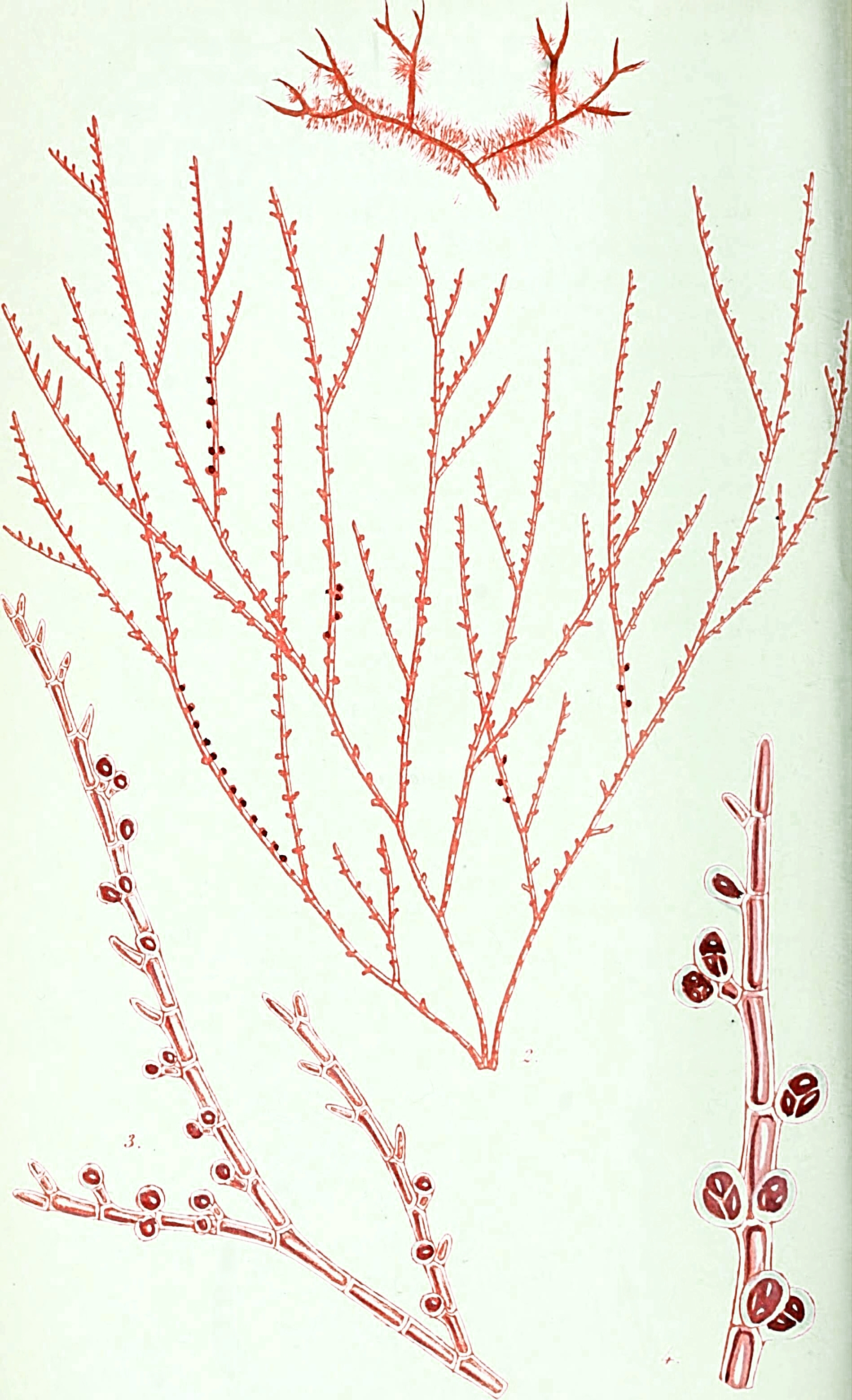
Acrochaetium secundatum (Acrochaetiaceae)
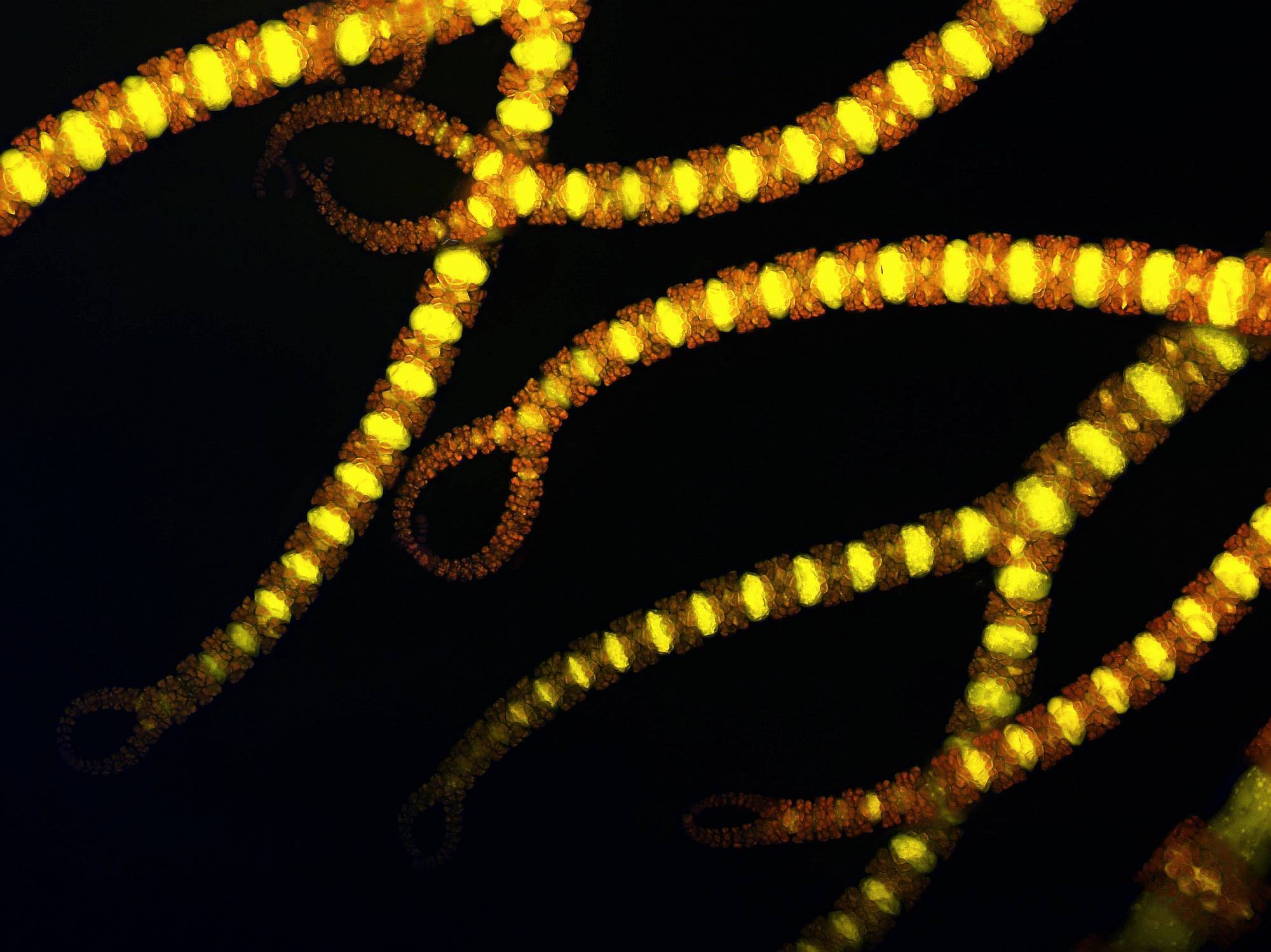
Ceramium tenuicorne (Ceramiales)
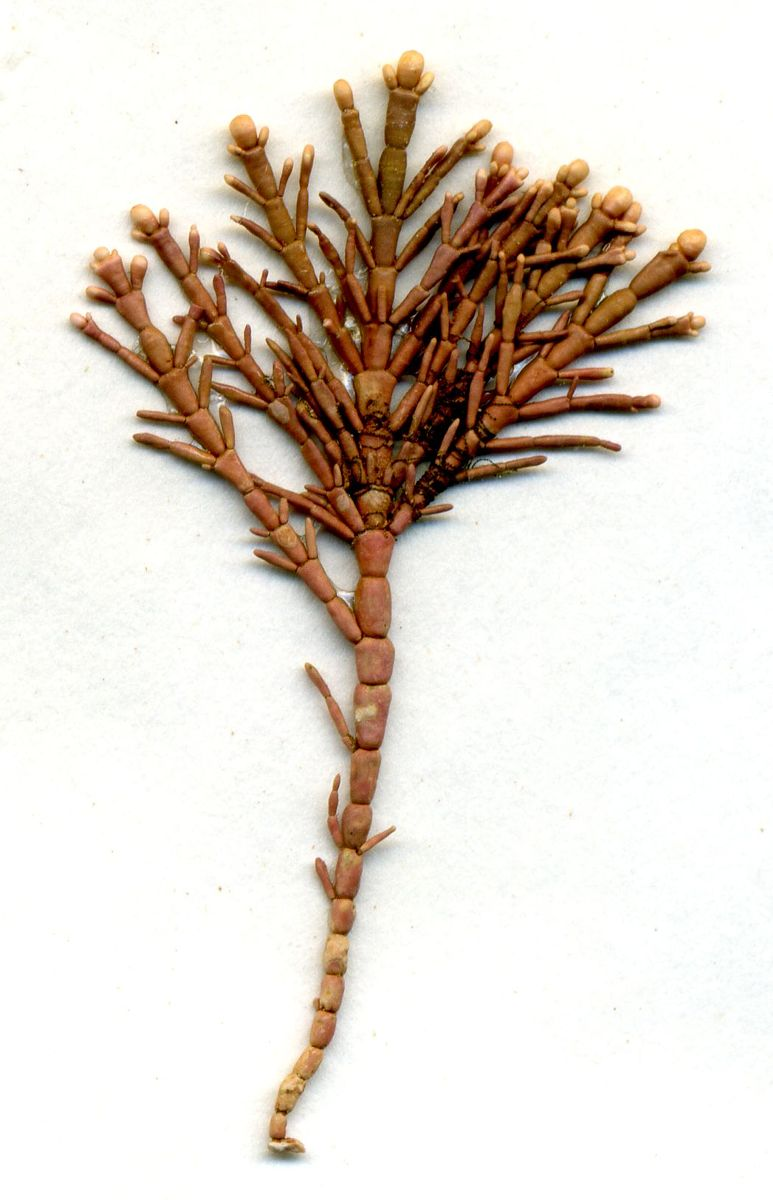
Corallina officinalis (Corallinales)
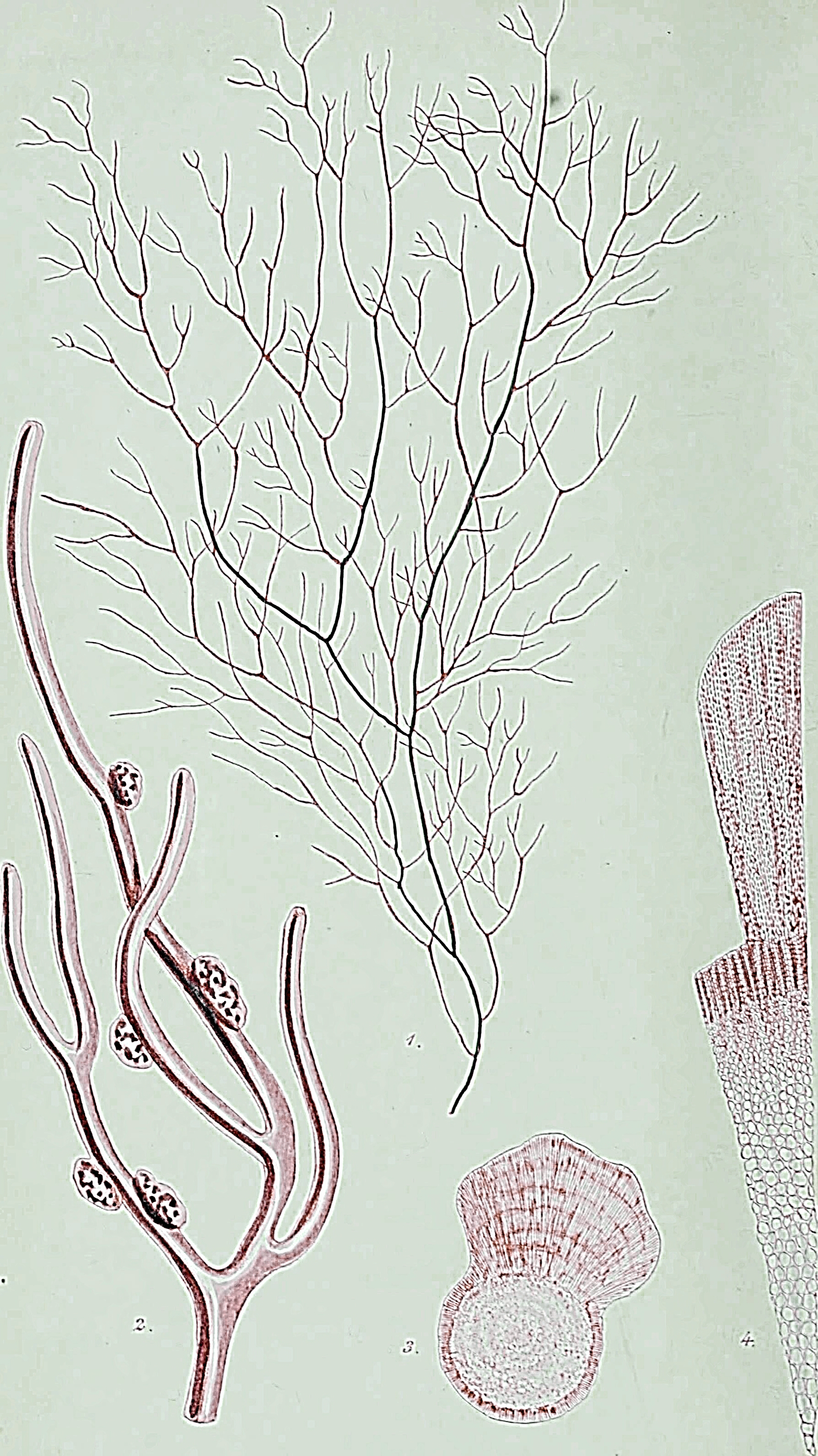
Ahnfeltia plicata (Ahnfeltiales)
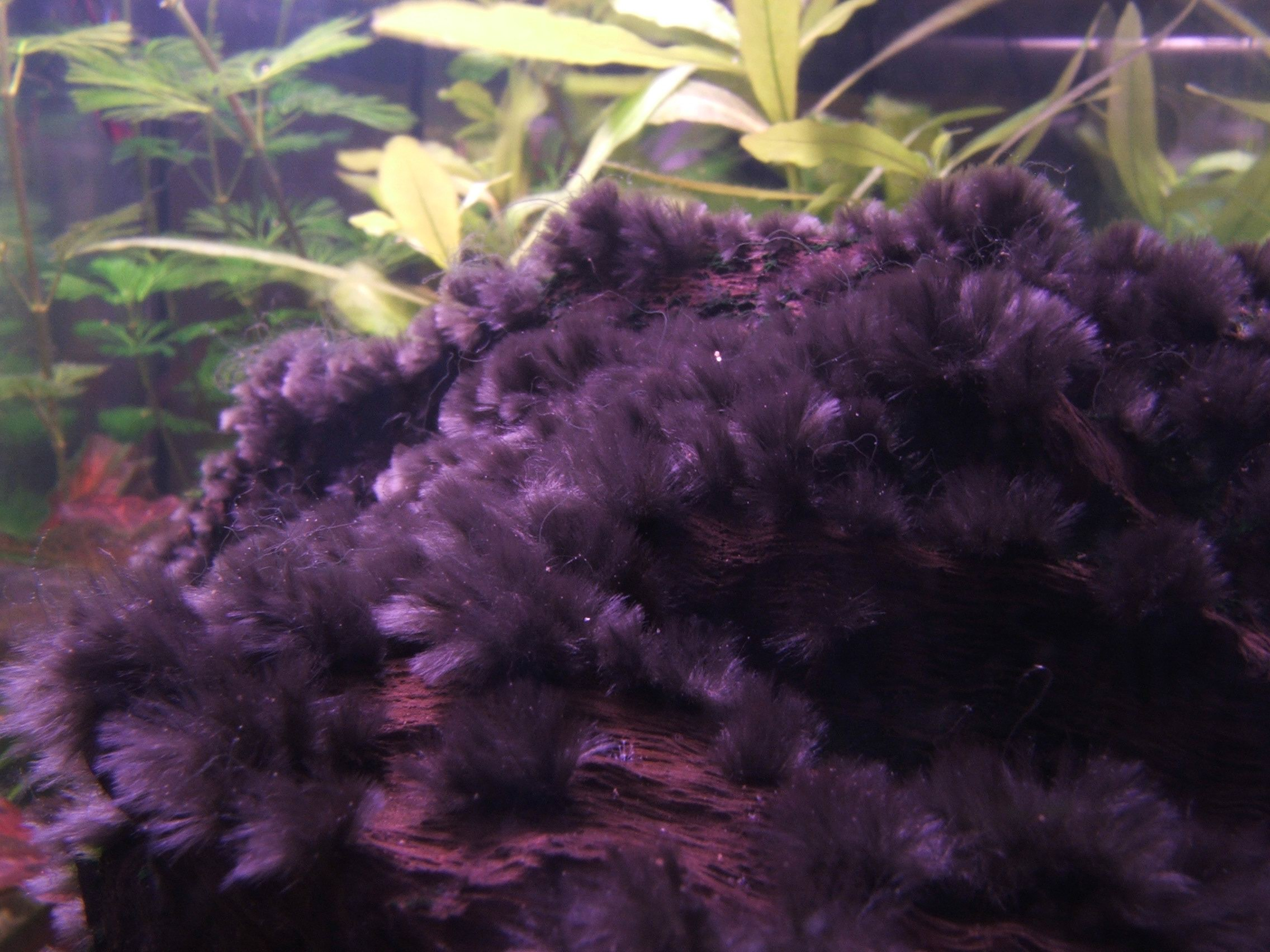
Chantransja sp. (Batrachospermales)
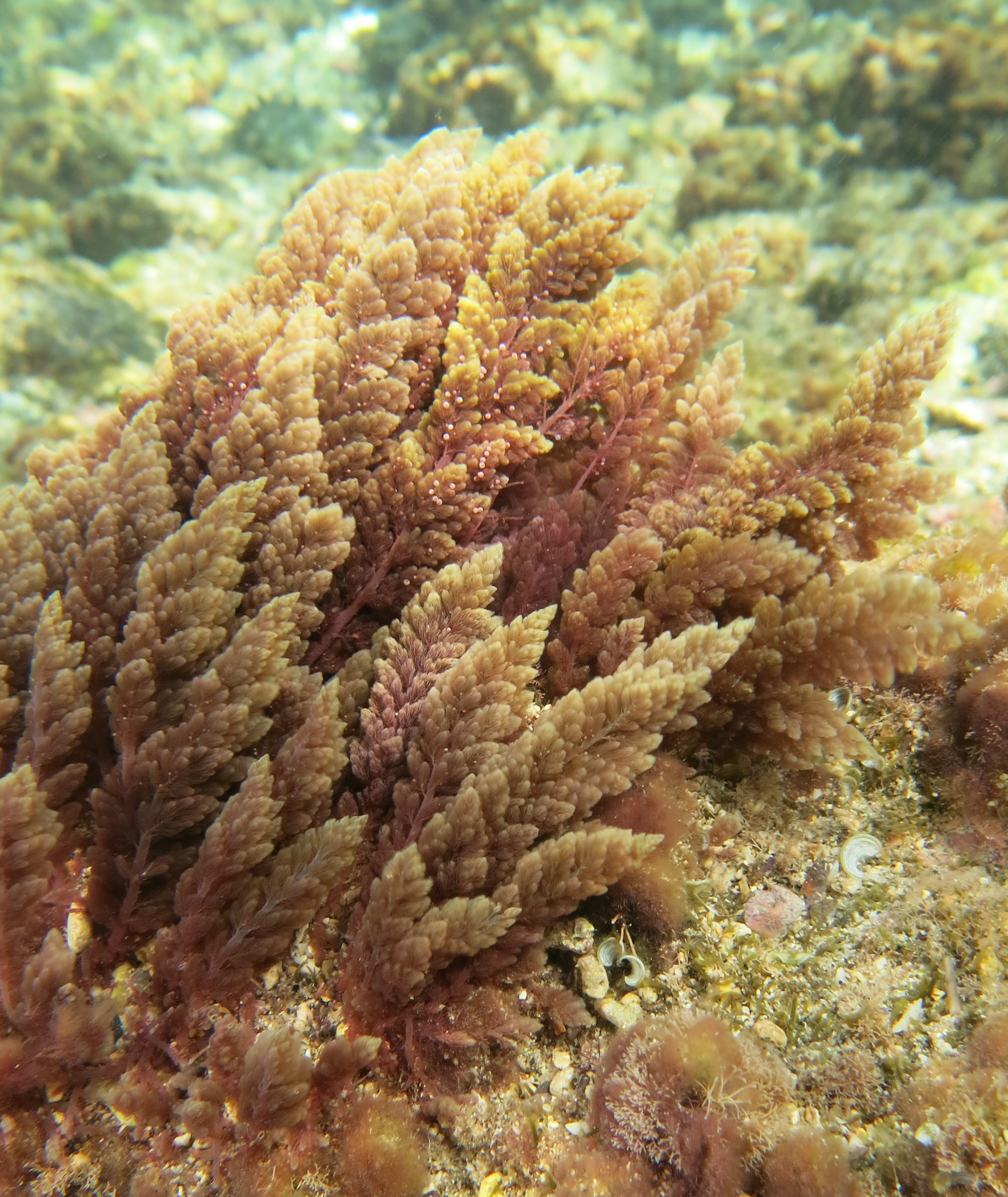
Asparagopsis taxiformis (Bonnemaisoniales)
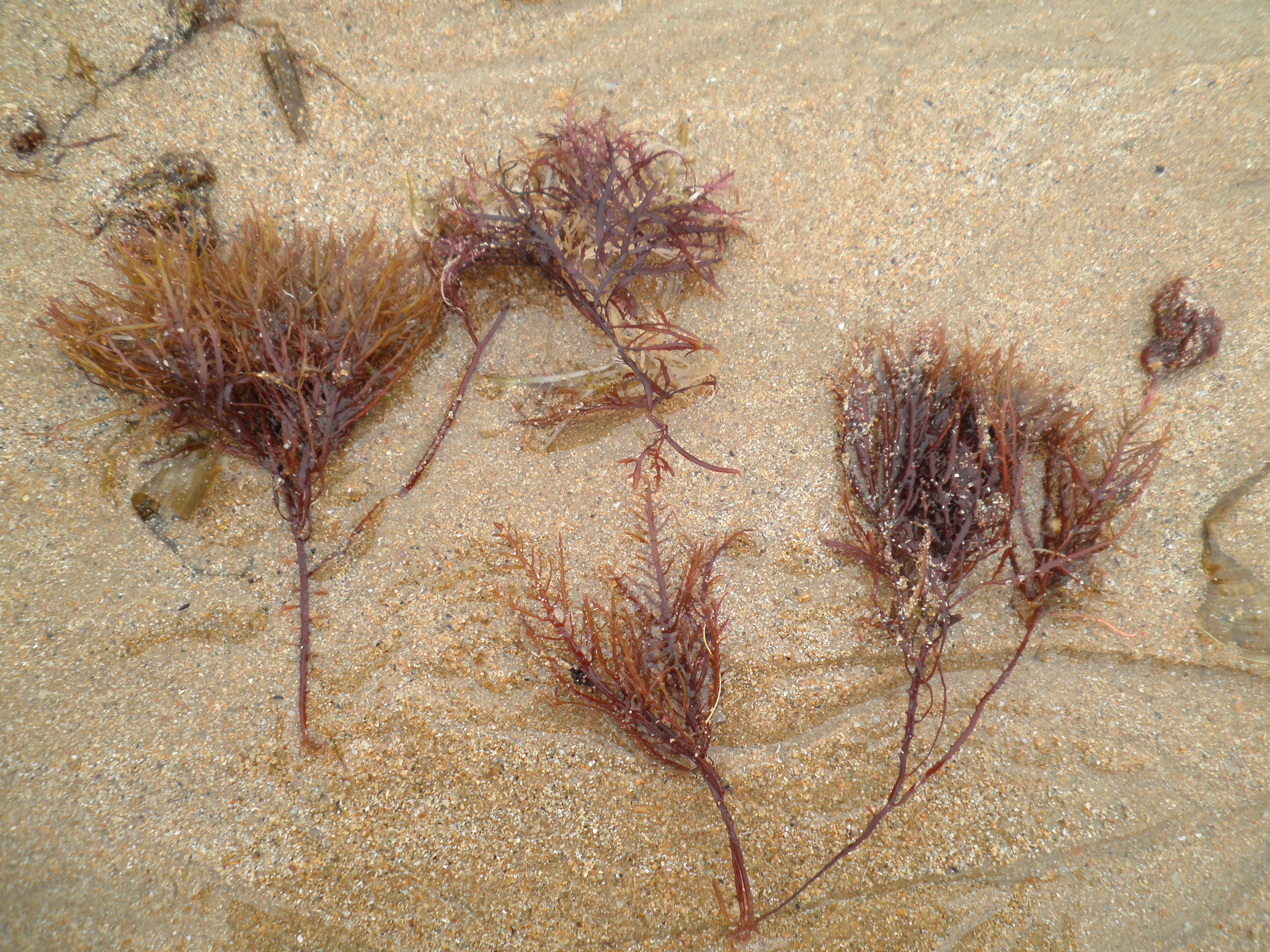
Gelidium corneum (Gelidiales)
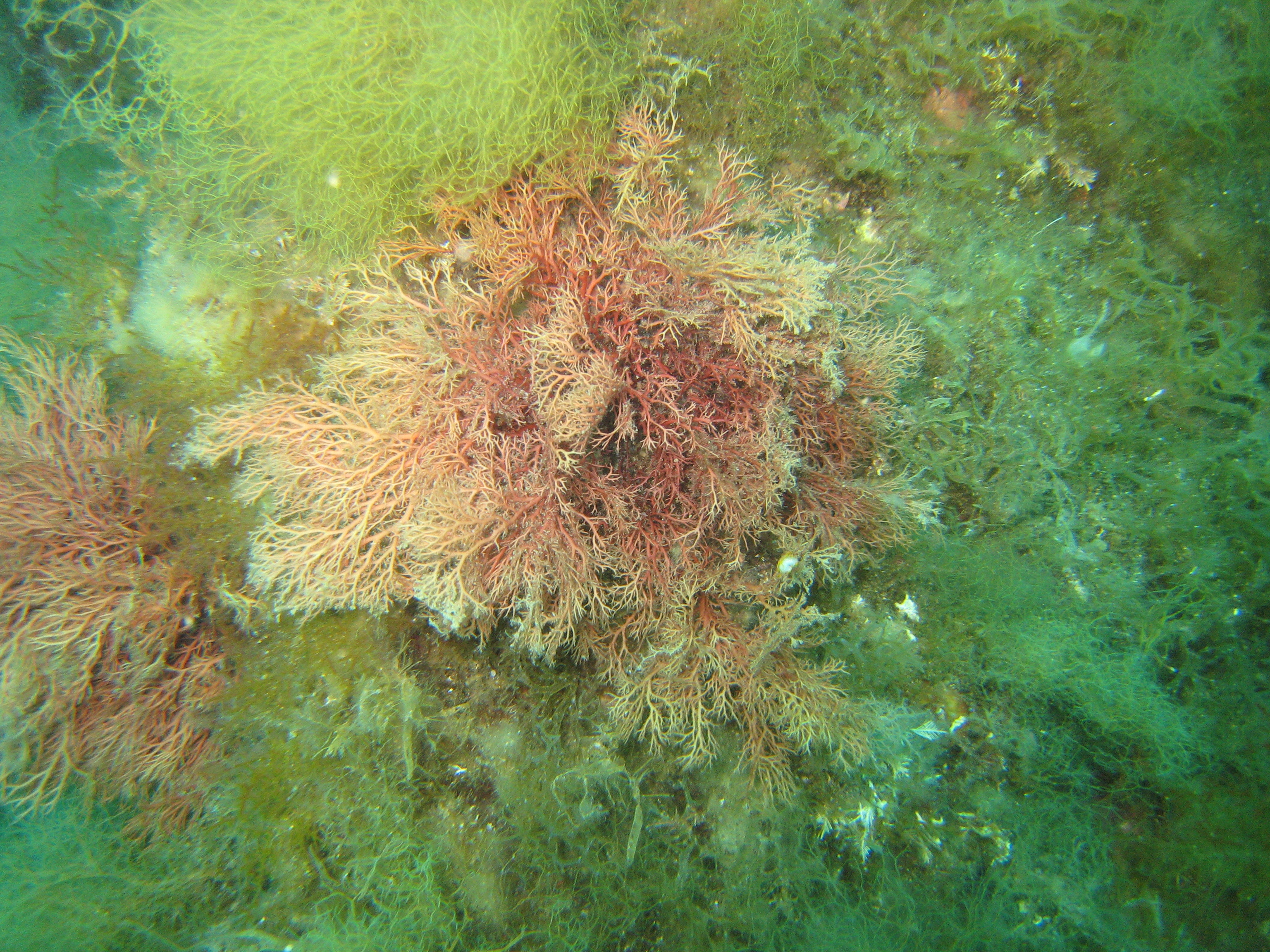
Sphaerococcus coronopifolius (Gigartinales)
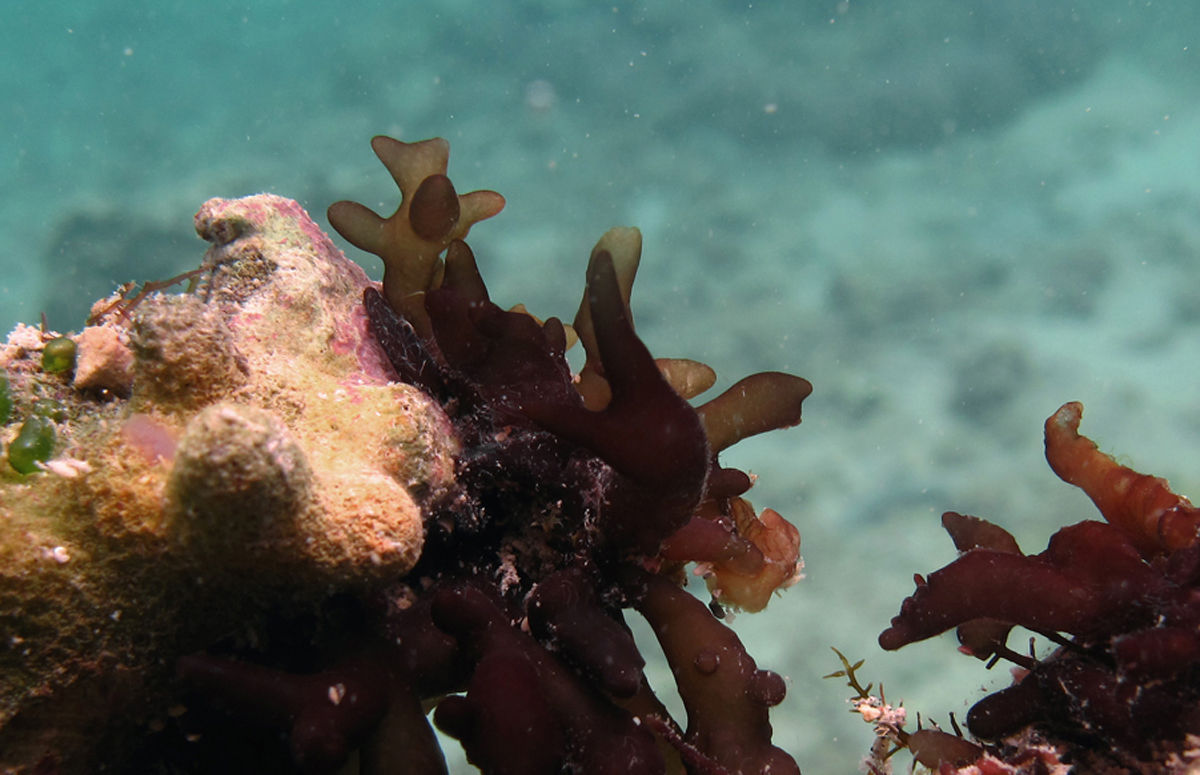
Gracilaria canaliculata (Gracilariales)
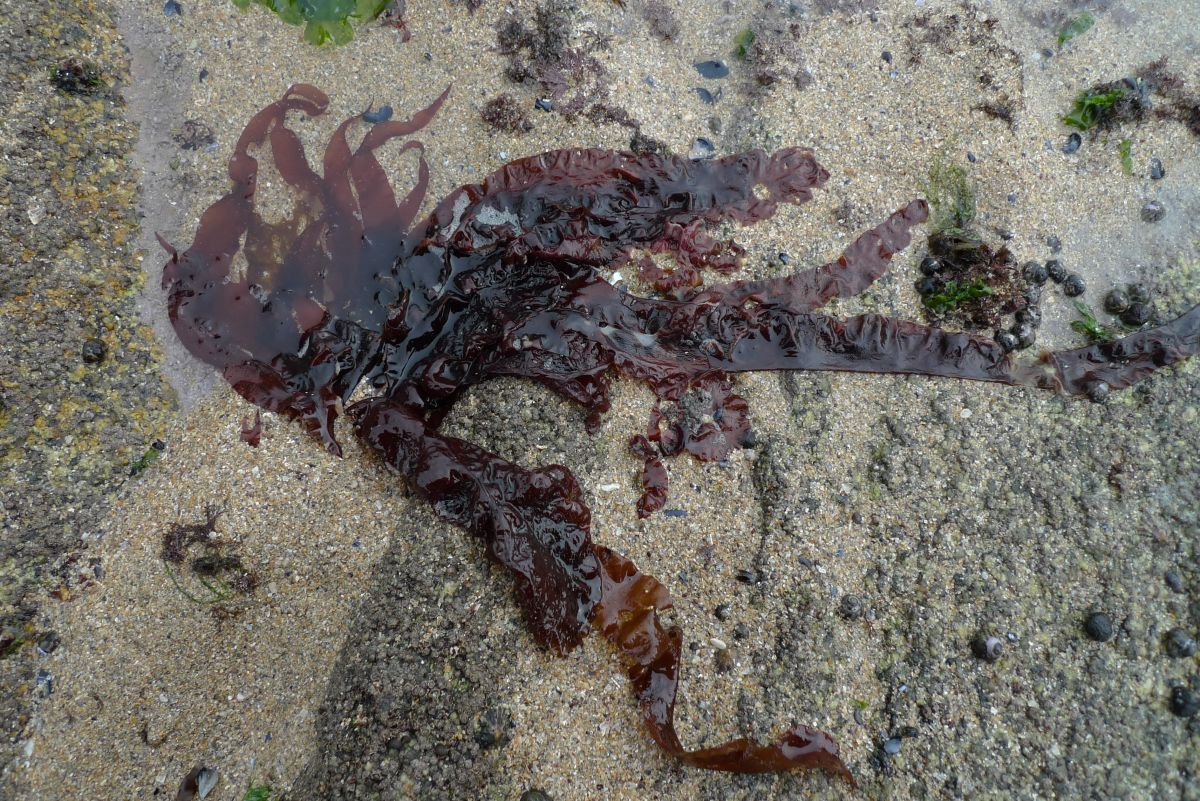
Grateloupia turuturu (Halymeniales)
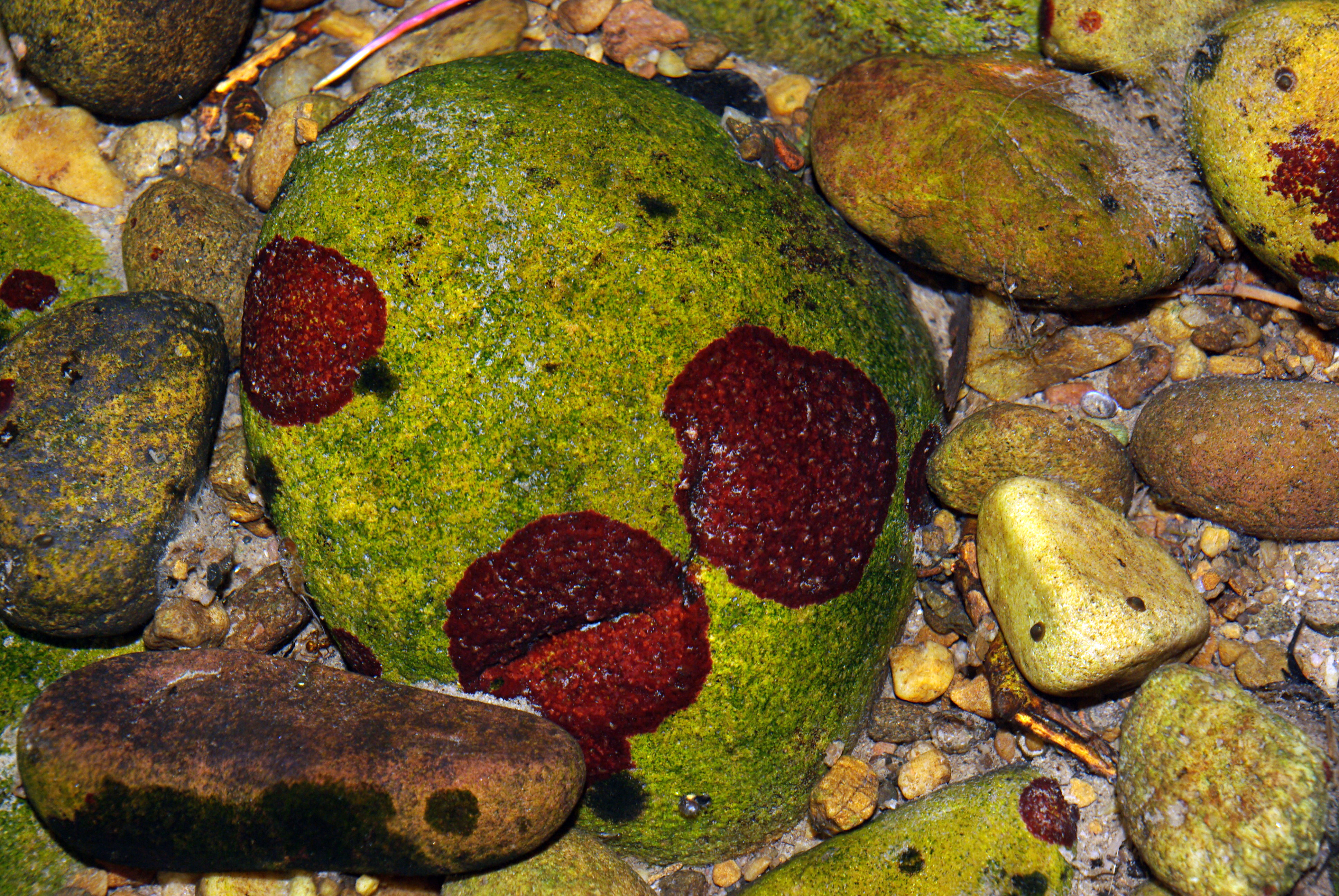
Hildenbrandia rivularis (Hildenbrandiaceae)
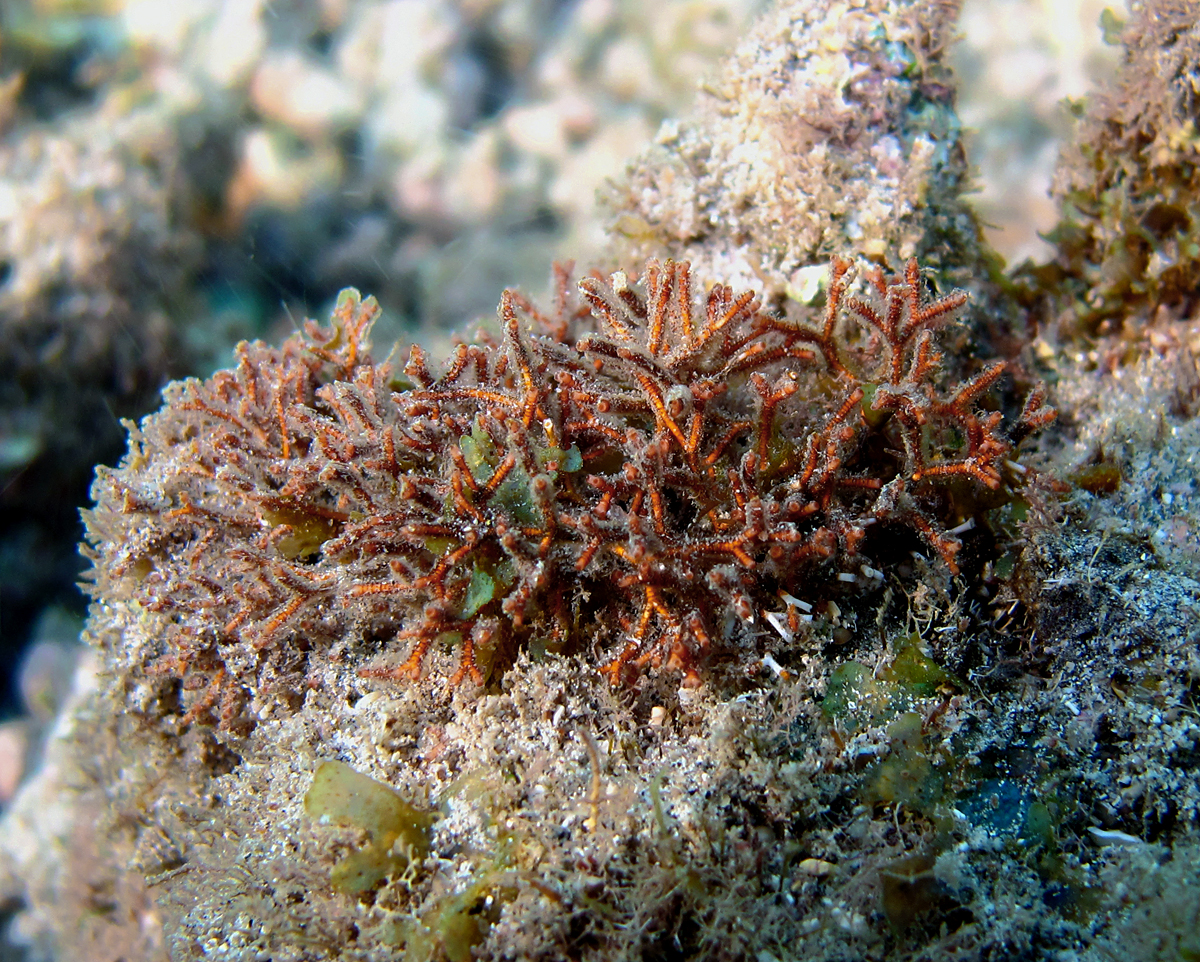
Actinotrichia fragilis (Nemaliales)
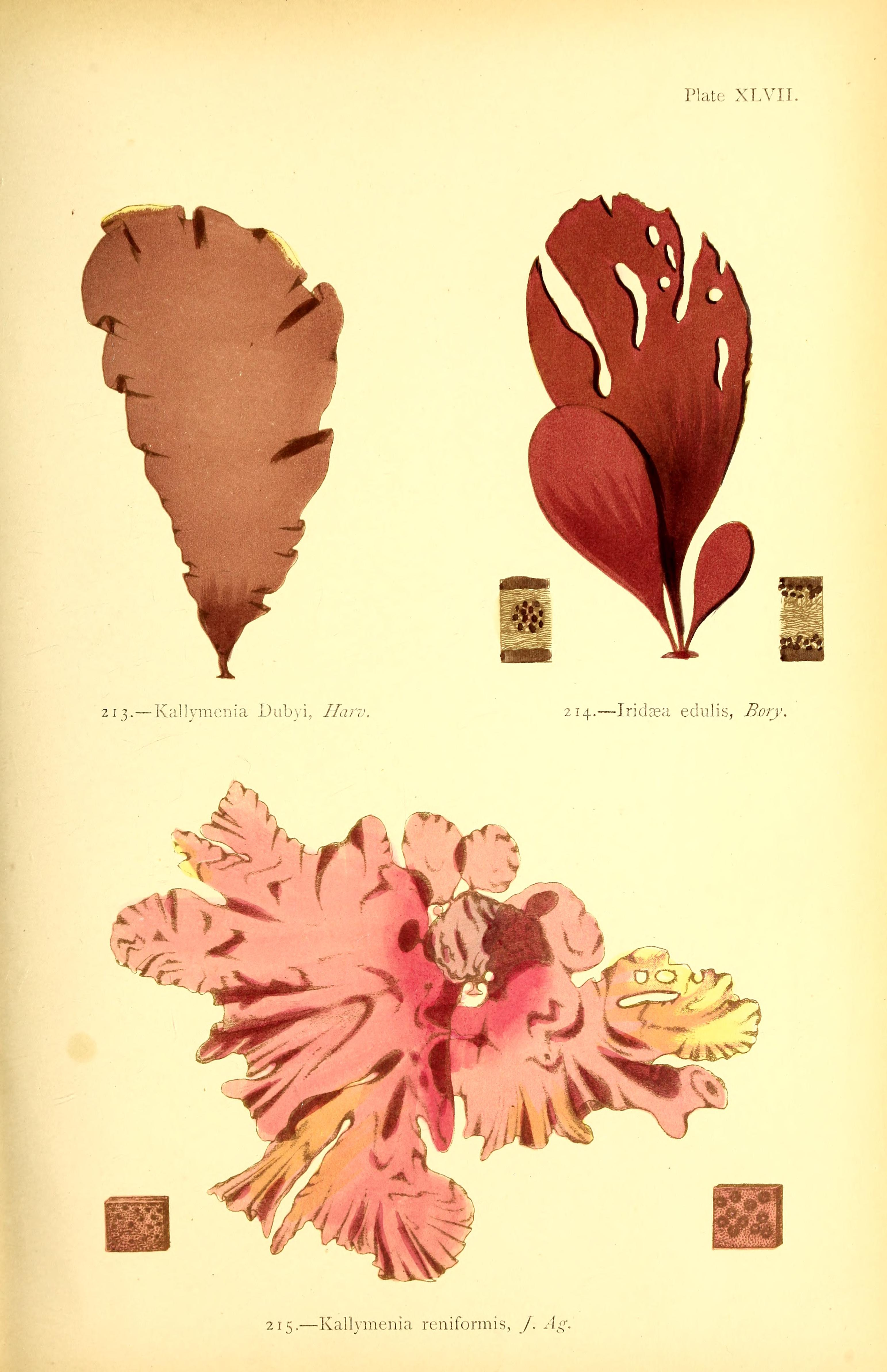
Schizymenia dubyi (Nemastomatales)
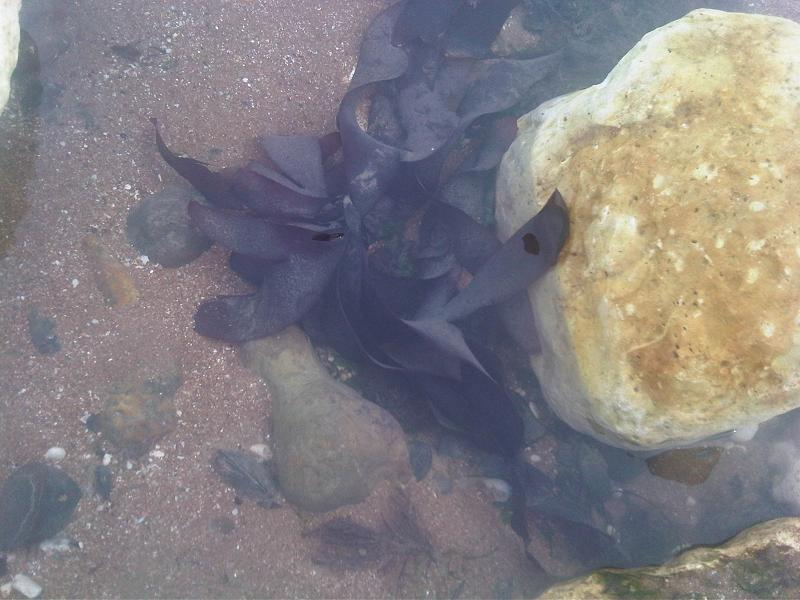
Palmaria palmata (Palmariales)
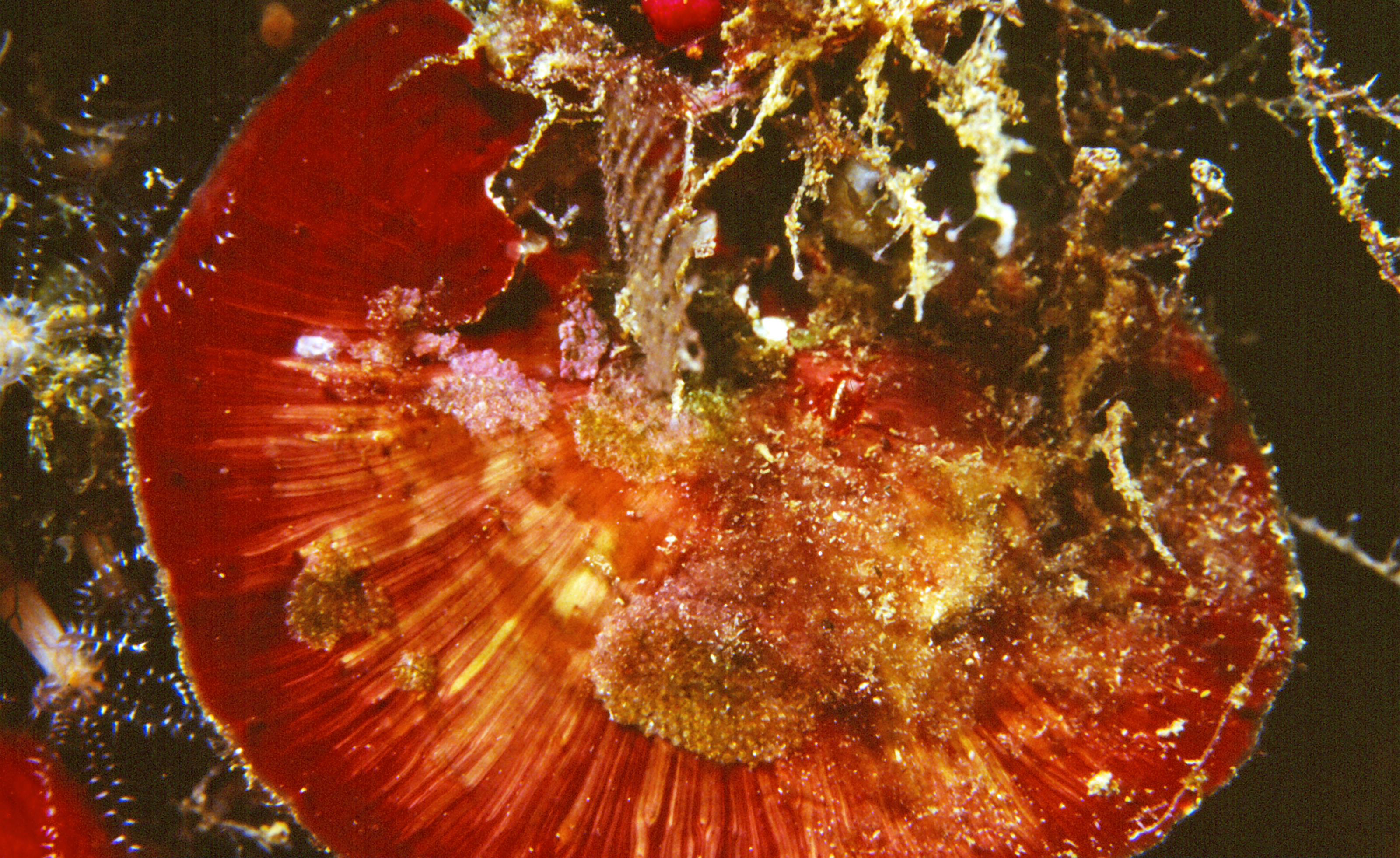
Peyssonnelia squamaria (Peyssonneliaceae)
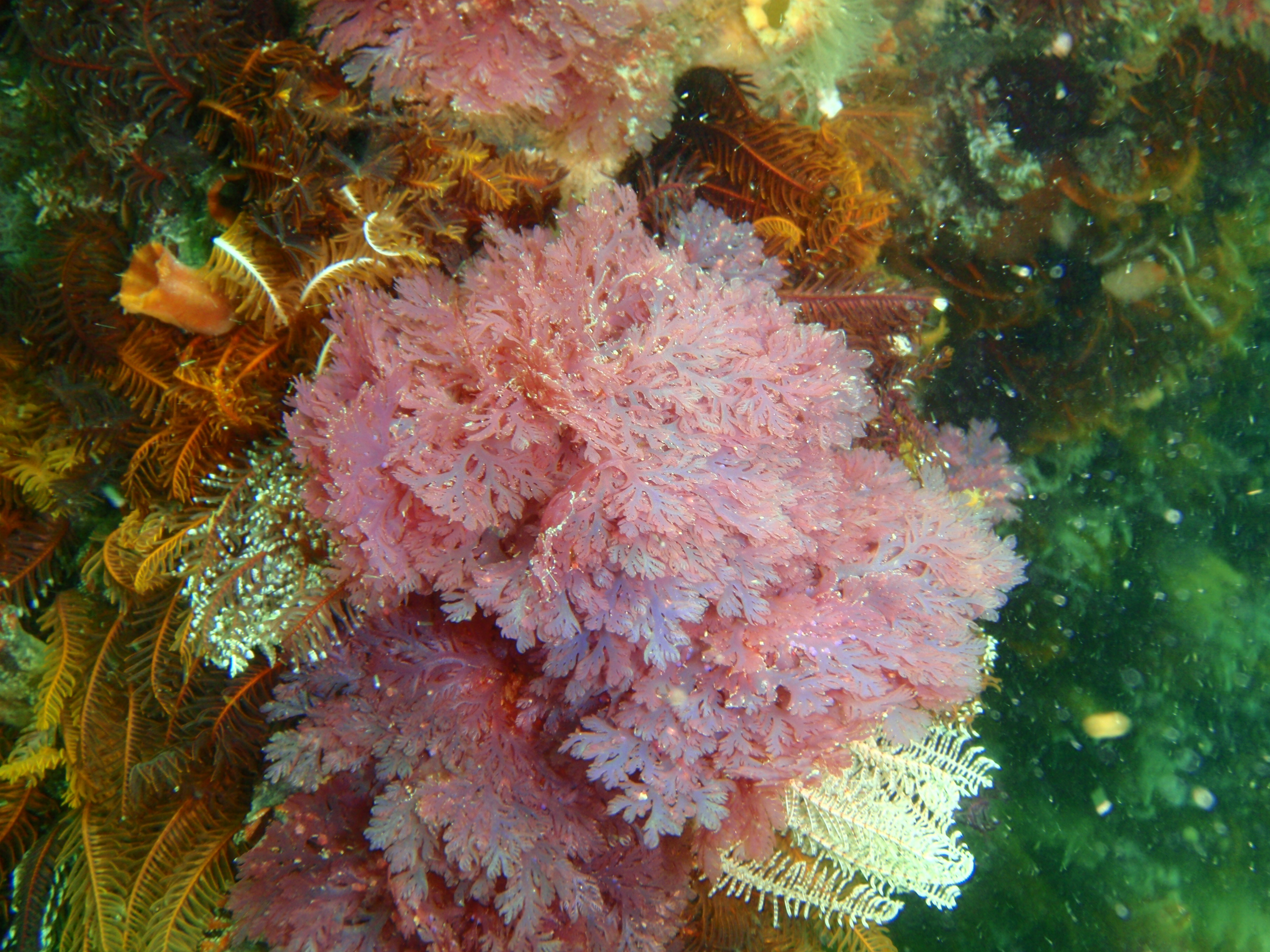
Plocamium corallorhiza (Plocamiales)
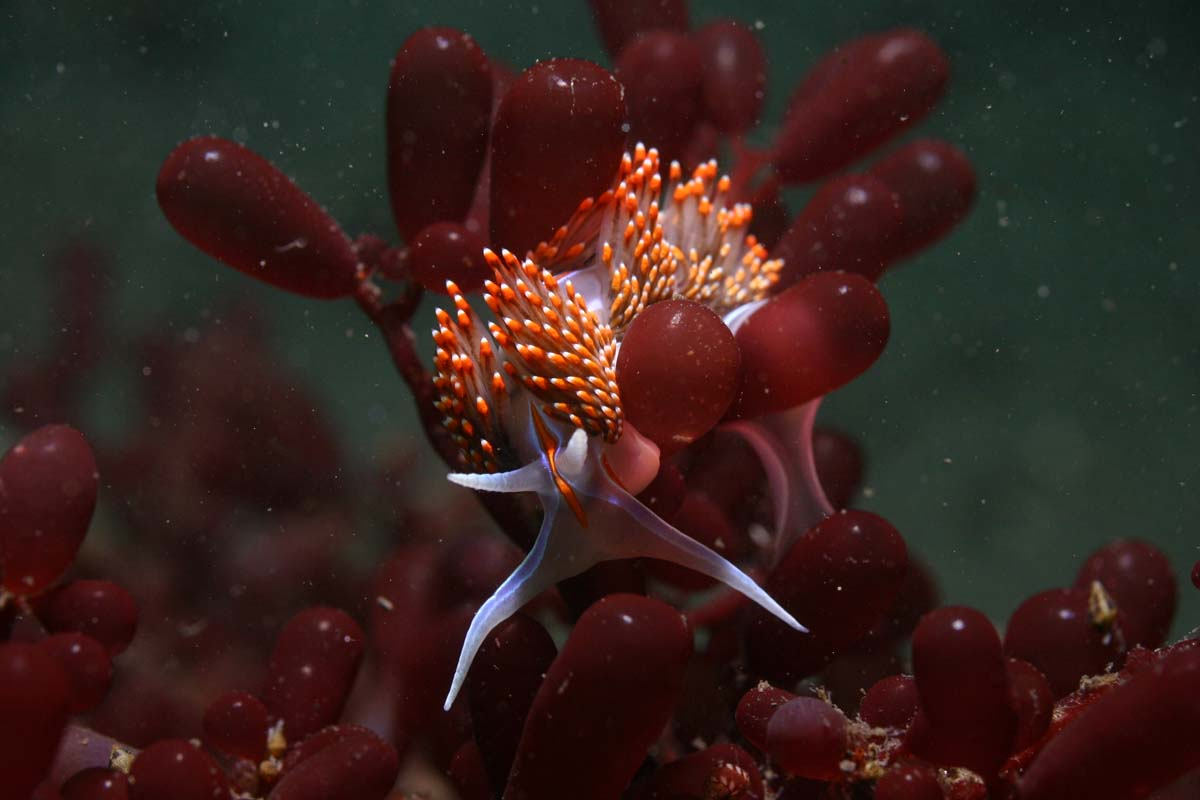
Botryocladia pseudodichotoma (Rhodymeniales)
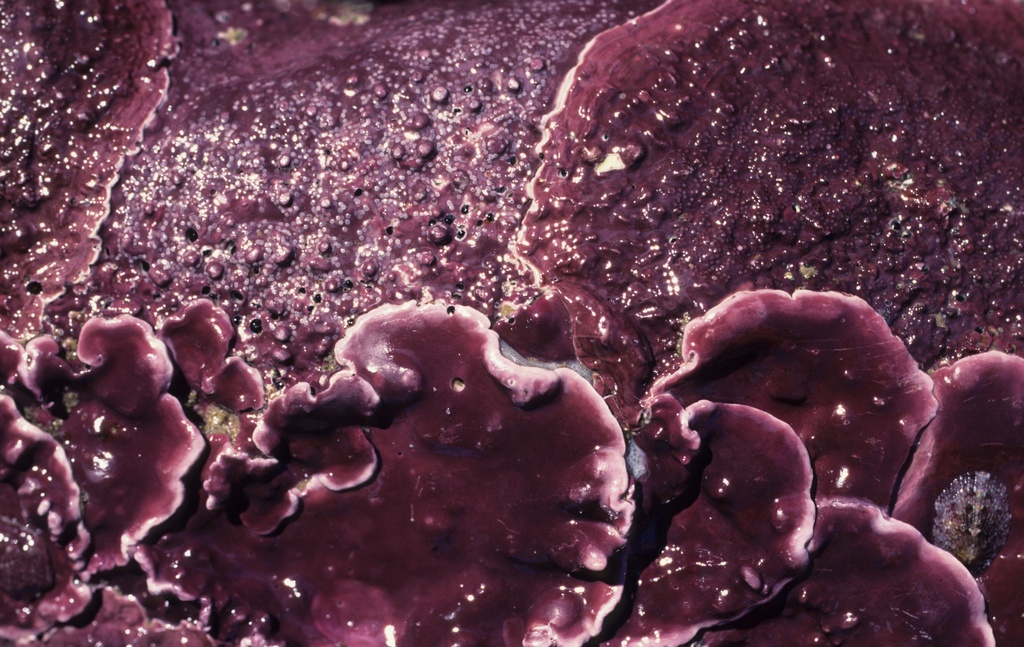
Heydrichia woelkerlingii (Sporolithales)